# Château de Peynier
Le château de Peynier est une résidence noble située à Peynier, au cœur de la Provence. Il a probablement été construit à la fin du XVIe siècle, et a été largement restauré au XVIIIe siècle. Les familles Matheron, Isoard de Chènerilles, d'Arbaud et de Thomassin de Peynier en ont été les propriétaires sous l'Ancien Régime. Il est aujourd'hui propriété de la commune de Peynier et abrite l'actuelle mairie. 

## Historique

### La construction pendant la Renaissance provençale
L'origine du château de Peynier est mal connue. En 1557, l'inventaire des biens de Guillaume Matheron, seigneur de Peynier, mentionne un "château et maison seigneuriale" à son emplacement. En 1590-1592, un dessin de l'architecte italien Ascanio Vittozzi représente le village avec le château, déjà pourvu de ses deux tours rondes et d'un grand jardin enclos de murailles. Son architecture est typique de la Renaissance provençale. L'édifice est doté d'une grande façade à deux étages, encadrée de deux grandes tours rondes. Sur la façade nord, deux fenêtres sont à demi-croisée, avec chacune une traverse à section carrée. Des moulures à cimaise les encadrent, et ornent également la face des traverses. Les appuis sont également moulurés, avec une succession de cimaise renversée, d’un congé et d’une moulure en quart de rond. Ce type de décor trouve quelques exemples de comparaisons à Aix-en-Provence, notamment dans la rue Aude, et apparaît au cours de la seconde moitié du XVIe siècle. Sur les façades du château, des traces de grandes fenêtres à croisées sont également visibles. Les façades à tours rondes sont également nombreuses à être aménagées durant cette période en Provence (Pavillon du roi René, châteaux de Beaurecueil, de La-Roque-d'Anthéron, de Villelaure, de Gémenos et d'Aiguines). De ce fait, l'aménagement des fenêtres, voire de la façade tout entière, pourrait être attribué à Louis Isoard de Matheron, maître d'hôtel ordinaire à la cour des Valois, et seigneur de Peynier entre 1557 et 1585 environ.
À l'intérieur, le château conserve de cette époque un escalier monumental encadré d'un arc surbaissé, comparable aux escaliers des hôtels particuliers aixois, ainsi que des plafonds à la française. Devant la porte d'entrée monumentale, dans la cour d'honneur, une calade arbore le M majuscule des Matheron. Dans le jardin, un puits à margelle carrée date également de la Renaissance.

### Les aménagements duXVIIIesiècle
Au milieu du XVIIe siècle, la famille des Thomassin acquiert la seigneurie de Peynier. À partir de 1722, Louis de Thomassin de Peynier (1705-1794) est seigneur, puis devient marquis en 1743. Il sera le dernier seigneur de Peynier, jusqu'en 1789. Conseiller puis président à mortier au parlement de Provence, il est également intendant aux Antilles à plusieurs reprises entre 1763 et 1783. 
Entre 1733 et 1740, le marquis de Peynier fait en partie reconstruire le château, fait réaménager toutes les façades, les décors et les jardins du château, et renouvelle l'ameublement. Les fenêtres à meneaux sont remplacées par de grandes baies conférant aux façades l'architecture classique qu'elles conservent toujours. À l'intérieur, dans les salons, des décors de gypseries sont aménagés, avec des entrelacs de végétaux et le monogramme des Thomassin, ainsi que des cheminées en marbre rouge.
Dans les jardins, les travaux sont importants. Plus tard, en 1769, un portail monumental est installé du côté sud (date inscrite sur le pilier). Il donne sur une allée centrale bordée de mûriers, dont beaucoup existent encore. Jusque dans les années 1950, le plan géométrique des carrés et des aménagements du jardin à la française était encore visible.

### Après la Révolution française: un lieu d'enseignement privé

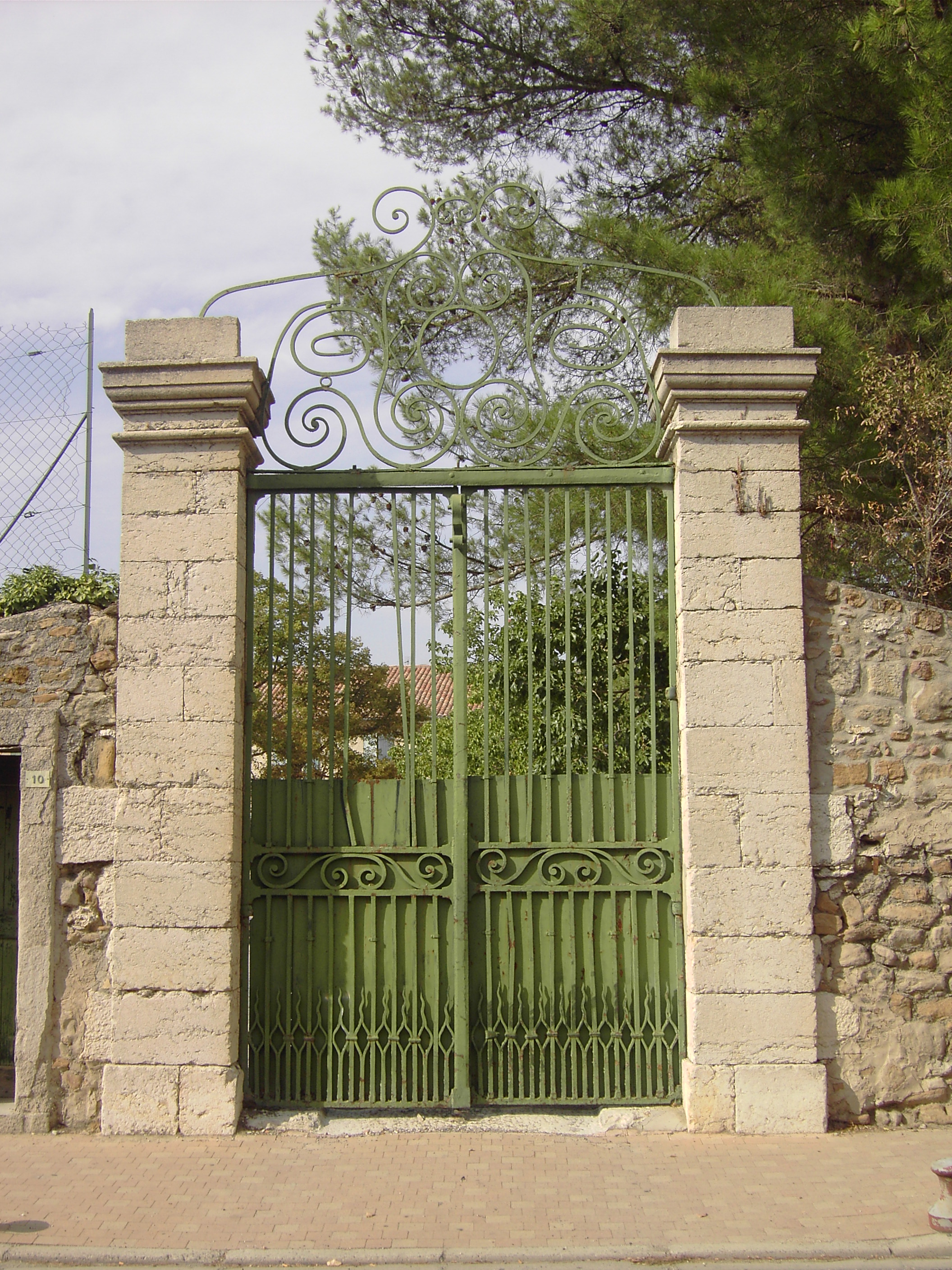
Portail monumental des jardins (1769)

En mars 1789, le marquis de Peynier est assiégé dans son château par les habitants, qui l'obligent à renoncer à ses droits seigneuriaux. Par la suite, la famille des Thomassin n'émigre pas, et le château reste leur propriété. Il passe par héritage aux familles de Forbin d'Oppède puis de Villeneuve de Bargemon. Après la mort de la comtesse de Villeneuve de Bargemon en 1933, il est cédé à l'évêché de Marseille. En 1953, le château devient la propriété de l'association Branguier, puis passe à la Fondation Châteauneuf-de-Galaure en 1985. Enfin, aux alentours des années 2000, le château est racheté par la commune de Peynier. 
À partir du milieu du XIXe siècle, le château de Peynier abrite des établissements d'enseignement. En 1855, une école libre de filles est ouverte par les sœurs de Saint-Jean, auxquelles succéderont les sœurs de Saint-Joseph des Vans. Après l'adoption des lois de Jules Ferry en 1882, la commune de Peynier se dote d'une école publique de filles et d'une école publique de garçons. Depuis 1874, c'était la congrégation des frères maristes qui prenait en charge l'enseignement prodigué aux garçons de la commune. Les frères maristes s'installent alors également au château. Ils y restent jusqu'en 1903. L'école libre de filles, quant à elle, existe au moins jusqu'en 1932 et rencontre beaucoup plus de succès auprès des habitants que l'école publique de filles, qui ne compte qu'une seule élève cette année-là.  
En 1942, le chanoine Edmond Barthélemy (1900-1988) fait installer une "école permanente de cadres" du mouvement des Cœurs vaillants-Âmes vaillantes, mouvement de jeunesse catholique né en France dans les années 1920 à partir des patronages. Cet établissement ferme ses portes en 1947. Deux ans plus tard, une maison d'enfants est ouverte, d'abord "à caractère sanitaire", puis pour les enfants cardiaques, avant de prendre en charge des "sections inadaptées". En 1952, l'établissement devient une des écoles de formation de l'association AMCE (Assistantes Monitrices Catholiques de l’Enfance) à destination d'éducatrices spécialisées pour "l'enfance inadaptée". Dans les années 1970 et 1980, c'est un institut médico-pédagogique. En 1986, l'institut est remplacé par l'école privée d'enseignement primaire et secondaire "Le Château de Peynier", jusqu'en 2018.

### Mairie
Depuis le 13 septembre 2024, le château de Peynier abrite la mairie de la ville, ainsi que des locaux pour les jeunes et les associations du village.

## Personnalités liées au château de Peynier
- En 1621, le philosophe Pierre Gassendi est à Peynier, probablement pour s'entretenir d'une affaire judiciaire avec le seigneur de Peynier Jean-Baptiste d'Arbaud, impliquant le chapitre de la cathédrale de Digne[14]. Résidant sans doute au château, il y observe une aurore polaire. C'est à la suite de cette observation qu'il décrit le phénomène et lui attribue pour la première fois le nom d'"aurore boréale"[15].
- Louis de Thomassin de Peynier (1705-1794), seigneur de Peynier, conseiller puis président à mortier au parlement de Provence. Il est fait marquis de Peynier en 1743. Introduit à la cour de Versailles, il exerce la fonction d'intendant dans plusieurs îles des Antilles françaises entre 1763 et 1783, et œuvre notamment au développement du port de Pointe-à-Pitre.
- Antoine de Thomassin de Peynier (1731-1809), fils du marquis Louis de Thomassin de Peynier, fut chef d'escadre dans la marine royale. Il a participé à la guerre d'indépendance des États-Unis aux côtés de l'amiral de Grasse et du bailli de Suffren, et a été membre de l'Ordre royal de Saint-Louis et de l'Ordre de Cincinnati. Il a également occupé le poste de gouverneur général de Saint-Domingue en 1789-1790.